# Raymond P. Shafer
Raymond Philip Shafer, född 5 mars 1917 i New Castle, Pennsylvania, död 12 december 2006 i Meadville, Pennsylvania, var en amerikansk republikansk politiker. Han var Pennsylvanias viceguvernör 1963–1967 och därefter guvernör 1967–1971.
Shafer studerade vid Allegheny College och Yale Law School. Han tjänstgjorde i USA:s flotta i andra världskriget. Han var distriktsåklagare i Crawford County 1948–1956. År 1963 efterträdde han John Morgan Davis som viceguvernör och efterträddes 1967 av Raymond J. Broderick. Han efterträdde därefter William Scranton som guvernör och efterträddes 1971 av Milton Shapp.
Shafer avled 2006 och gravsattes i Crawford County.